# Théorème d'Alasia
 (février 2024).
Si vous disposez d'ouvrages ou d'articles de référence ou si vous connaissez des sites web de qualité traitant du thème abordé ici, merci de compléter l'article en donnant les références utiles à sa vérifiabilité et en les liant à la section « Notes et références ».
Le théorème d'Alasia (it) concerne la géométrie du triangle. Il met en relation les côtés d'un triangles et ses point de Brocard. Il s'énonce comme suit:

Soient {\displaystyle \Omega }, {\displaystyle \Omega '} les points de Brocard du triangle {\displaystyle ABC},
{\displaystyle (\Omega \Omega ')/\!/(AB)\Longleftrightarrow BC=AC}.

## Démonstration
En notant respectivement {\displaystyle a,b,c} les longueurs {\displaystyle BC,AC,AB}, les points {\displaystyle \Omega ,\Omega '} ont alors pour coordonnées barycentriques {\textstyle \left({\frac {1}{b^{2}}};{\frac {1}{c^{2}}};{\frac {1}{a^{2}}}\right)} et {\textstyle \left({\frac {1}{c^{2}}};{\frac {1}{a^{2}}};{\frac {1}{b^{2}}}\right)} respectivement. Ainsi, {\textstyle {\vec {\Omega \Omega '}}} est colinéaire à {\displaystyle b^{2}(c^{2}-a^{2}){\vec {AB}}+c^{2}(a^{2}-b^{2}){\vec {AC}}}.
Si {\displaystyle a=b} alors {\textstyle {\vec {\Omega \Omega '}}} est colinéaire à {\displaystyle b^{2}(c^{2}-a^{2}){\vec {AB}}}. Donc {\textstyle (\Omega \Omega ')} est parallèle à {\displaystyle (AB)}. Réciproquement si {\textstyle (\Omega \Omega ')} est parallèle à {\displaystyle (AB)}, comme {\textstyle {\vec {\Omega \Omega '}}} est colinéaire à {\displaystyle b^{2}(c^{2}-a^{2}){\vec {AB}}+c^{2}(a^{2}-b^{2}){\vec {AC}}}, on a {\displaystyle c^{2}(a^{2}-b^{2}){\vec {AC}}={\vec {0}}} donc {\displaystyle a=b}.
Une autre démonstration utilise les propriétés du point de Lemoine.